# São Bento do Trairi
São Bento do Trairi is een gemeente in de Braziliaanse deelstaat Rio Grande do Norte. De gemeente telt 3.875 inwoners (schatting 2009).